# Снороэгген, Гёрил
Гёрил Снороэгген (норв. Gøril Snorroeggen; род. 15 февраля 1985 года, Тронхейм) — норвежская гандболистка, игравшая на позиции левого полусреднего.

## Карьера

### Клубная
Воспитанница школы клуба «Каттем», в возрасте 16 лет перешла в команду «Бьёсен» по совету родителей. Параллельно увлекалась футболом. Дебютировала в чемпионате страны в 2003 году, с 2005 по 2007 годы была вице-чемпионкой (в сезоне 2004/2005 стала лучшим бомбардиром). В 2007 году вышла в финал Кубка обладателей Кубков, с 2010 года защищала цвета датского «Эсбьерга». Летом 2013 года Гёрил приостановила выступления в связи с тем, что собиралась продолжить обучение в медицинском университете.
Завершила карьеру в 2013 году, в сезоне 2014/15 некоторое время выступала на позиции вратаря в низших норвежских дивизионах.

### В сборной
Гёрил сыграла 102 матча и забила 224 гола. Дебют состоялся 22 октября 2004 в поединке против Франции. В активе Гёрил две победы на Олимпийских играх 2008 и 2012 годов, а также победа на чемпионате мира 2011 года (плюс серебряная медаль 2007 года) и две золотые медали чемпионатов Европы 2004 и 2006 годов. В январе 2013 года Гёрил взяла паузу в выступлениях за сборную.

## Личная жизнь
Уроженка тронхеймского района Каттем. Встречается с футболистом Александром Лундом Хансеном. Есть сестра Марте, также гандболистка.